# Бисерница
Бѝсерницата е струнен музикален инструмент от сърбо-хърватски произход във формата на миниатюрна китара с дълга шийка и 2 двойuи струни, настроени в унисон d2.
Разновидност е на тамбурата. Тоновете се извличат с плектрум. На грифа има две системи позиционни прегради: едната е за първата двойка струни, на която се свирят само основните степени, а другата е за втората двойка, на която се свирят хармонично изменените степени.
Бисерницата влиза в състава на тамбурашките оркестри, където изпълнява най-високата мелодична партия.